# 疾風魅影黑貓中隊
《疾風魅影-黑貓中隊》，是台灣一部描述黑貓中隊的紀錄片。

## 製作緣起
導演楊佈新從小愛看美國戰爭英雄主義影集，具有為國犧牲的浪漫情懷，想投報空軍卻沒有成真。50歲時，看了《黑貓中隊：七萬呎飛行紀事》這本由飛官女兒的視角所撰寫的書，深受感動，決定要為黑貓中隊留下歷史紀錄。

## 電影簡介
《疾風魅影-黑貓中隊》以黑貓中隊的兩位教官——葉常棣、張立義為主軸，帶出任務時間分別為26年10個月又3天及24年7個月又25天的生命故事，在任務中遭共軍擊落被俘近20年，幾經波折才重返家園…。加上其他黑貓教官們的陳述，同時訪問顧問專家們，集結成紀錄片的內容。

## 紀錄片受訪人員
- 飛行員：楊世駒、王太佑、華錫鈞、葉常棣、張立義、沈宗李、邱松州、錢柱、魏誠、易志強、蔡盛雄
- 飛行員家屬：周毓和、王許牟憲、陳楓、涂筱曼、胡潔、胡淑美、楊崇⽂、李仁捷、葉常惕、張祐寧、張軍、楊圓君、陳靖、柴瑾、沈麗⽂、邱怡華、蘇孟蓉、Mark Wang
- 專家顧問：英國作家Chris Pocock（《50 YEARS OF THE U-2》作者）、空照圖專家徐林、冷戰博物館創辦人小包爾斯（Francis Gary Powers.Jr.）……等

## 電影主題曲
《飛將在》詞/曲/演唱：非非   

## 製作團隊
- 出品人：楊佈新
- 監製：錢孝貞
- 製片人：楊美雯
- 導演：楊佈新
- 前期監製：王中言
- 劇本：楊佈新、楊美雯
- 總策劃：吳怡芬
- 企劃：黃詩蘋
- 剪接：尚若白
- 攝影：陳星宏
- 重製畫面攝影：王國雄
- 海報主視覺：陳忠雄
- 配樂：王品心
- 主題曲〈飛將在〉詞/曲/演唱：朱源輝
- 平面視覺：陳彥初
- 海外美國製片人:Action Lee

## 延伸閱讀
- 《黑貓中隊》‧包柯克、翁台生合著，聯經出版事業公司，1990年4月15日，ISBN 9570803134
- 《失落的黑貓：兩個被俘中華U-2飛行員的故事》（Lost Black Cats: Story of Two Captured Chinese U-2 Pilots），華錫鈞（H. Mike Hua）著，Bloomington, Indiana, Author House，2005，ISBN 978-1418499181
- 《黑貓中隊：七萬呎飛行紀事》，沈麗文著，大塊文化，2010年1月26日，ISBN 9789862131633
- 《快刀計畫揭密》黑貓中隊與台美高空偵察合作內幕，張維斌著，新銳文創
- 《高空的勇者》黑貓中隊口述歷史，國防部史政編譯室 ，國防部史政編室出版
- 《空軍特種作戰史回顧》中華戰史文獻學會編著
- 《飛鳴鏑：中國地空導彈部隊作戰實錄》陳輝亭著，解放軍文藝出版社
- 《劍指蒼穹：人民空軍地空導彈兵作戰紀實》，藍天出版社
- CCTV紀錄片 角逐超高空/導演：廖燁

## 外部連結
- 《疾風魅影-黑貓中隊》官方youtube頻道 （页面存档备份，存于）
- 《疾風魅影-黑貓中隊》官方臉書
- 《疾貓中隊》主題曲飛將在幕後紀實